# CCR3
CCR3 (C-C-рецептор хемокина 3, англ. C-C chemokine receptor type 3; CD193) — рецептор β-хемокинов млекопитающих класса интегральных мембранных белков. Продукт гена CCR3/CMKBR3.

## Функции
Белок CCR3 входит в семейство рецепторов, сопряжённых с G-белком. Это высокоаффинный рецептор для следующих хемокинов: эотаксин (CCL11), эотаксин-3 (CCL26), MCP-3 (CCL7), MCP-4 (CCL13) и RANTES (CCL5). Кроме этого, связывается с хемокинами CCL4 (MIP-1 бета) и CCL2 MCP-1. Участвует в аккумулировании эозинофилов, базофилов и других провоспалительных клеток в воздушных путях при аллергической реакции и, возможно, на участках паразитической инфекции. Может служить ко-рецептором вируса HIV-1 наряду с CD4.
Повышенная экспрессия CCR3 и его лигандов характерна для язвенного колита.

## Тканевая специфичность
Высокий уровень экспрессии CCR3 характерен эозинофилов и базофилов. Также представлен на клетках TH1 и TH2 и на эпителиальных клетках воздушных путей.